# Coppa Placci 1927
La Coppa Placci 1927, quinta edizione della corsa, si svolse il 3 luglio 1927 su un percorso di 220 km. La vittoria fu appannaggio dell'italiano Aleardo Simoni, che completò il percorso in 7h38'00", precedendo i connazionali Aristide Cavallini e Giuseppe Pancera.

## Ordine d'arrivo (Top 10)
| Pos. | Corridore             | Squadra               | Tempo    |
| ---- | --------------------- | --------------------- | -------- |
| 1    | Aleardo Simoni        | Ganna-Dunlop          | 7h38'00" |
| 2    | Aristide Cavallini    | -                     | a 29"    |
| 3    | Giuseppe Pancera      | Berrettini-Hutchinson | a 1'36"  |
| 4    | Paolo Zanetti         | Ganna-Dunlop          | a 6'47"  |
| 5    | Luigi Giacobbe        | Wolsit-Pirelli        | a 11'03" |
| 6    | Aldo Bertolotti       | -                     | s.t.     |
| 7    | Medardo Parati        | -                     | a 16'54" |
| 8    | Pio Caimmi            | Gloria                | a 18'38" |
| 9    | Ludovico Bozzani      | -                     | s.t.     |
| 10   | Antonio De Franceschi | -                     | s.t.     |